# Ctenolophon englerianus
Ctenolophon englerianus är en tvåhjärtbladig växtart som beskrevs av Gottfried Wilhelm Johannes Mildbraed. Ctenolophon englerianus ingår i släktet Ctenolophon och familjen Ctenolophonaceae. Inga underarter finns listade i Catalogue of Life.